# Apogon pillionatus
Apogon pillionatus es una especie de pez de la familia de los apogónidos en el orden de los perciformes.

## [Morfología
Los machos pueden llegar a alcanzar los 6,5 cm de longitud total.

## Distribución geográfica
Se encuentran desde el sur de Florida (Estados Unidos) y las Bahamas hasta el norte de Sudamérica.